# Музеј савремене уметности Војводине
Музеј савремене уметности Војводине приступа чувању и изложбеној презентацији дела савремене уметности друге половине 20. и 21. века, повезујући локалну уметничку сцену са интернационалном.
У музејском фонду налазе се уметничке збирке слика, скулптура, објеката и инсталација, графика и цртежа, концептуалне уметности, филма, видеа и фотографије, интермедијских и дигиталних радова, архитектуре, урбанизма и дизајна из друге половине 20. и почетка 21. века у Војводини, Србији, али и дела иностраних уметника, уметница и уметничких група. Поред тога Музеј прикупља, систематизује и чува богату библиотечко и документарно – архивску грађу о свим протагонистима и појавама релевантним за историју уметности Војводине. Музеј већину својих активности спроводи у згради, коју је 1959. године пројектовао архитекта Иво Витић за потребе некадашњег Музеја социјалистичке револуције, у Новом Саду.

## Историјат музеја
Музеј је основан као Галерија савремене ликовне уметности – Нови Сад 1. фебруара 1966. године. Назив установе промењен је више пута како би пратио измене у карактеру рада институције. Преименован је у Музеј савремене ликовне уметности, јуна 1996. године, затим у Музеј савремене уметности Војводине у Новом Саду, марта 2006., да би добио коначан назив - Музеј савремене уметности Војводине у јануару 2012. године, скраћено МСУВ. Најважније последице ове измене су да се активност некадашње галерије проширила на музеолошку делатност, а делокруг рада са ликовне на више области савремене уметничке теорије и праксе, у складу са актуелним процесима присутним у уметности и друштву.
Иако основан 1966. године, због непостојања просторних ресурса Музеј почиње са изложбеном и издавачком делатношћу 1969. године, уз повремено коришћење простора других јавних установа у Новом Саду (Галерија Матице српске, Раднички универзитет, Трибина младих, Дом ЈНА). Године 1984. се усељава у изнајмљени простор у Спортском и пословном центру Војводина” где остаје до 1999. године. Тада Музеј први пут добија могућност да у континуитету развија своје основне програмске, истраживачке и музеолошке активности што је резултирало многим значајним остварењима за савремену уметност Војводине. Након новембра 1999. године Музеј поново остаје без изложбеног простора и реализује изложбе у другим установама.
Данас се Музеј налази, по одлуци Извршног већа АП Војводине, у згради бившег Музеја Социјалистичке револуције у Новом Саду.

## Рад музеја
Рад музеја је усмерен ка системском проучавању и ревалоризацији историје уметности друге половине 20. и 21. века у Војводини, Србији и региону. Музеј, својим радом, указује на недовољно афирмисане приступе, маргиналне или алтернативне токове из уметничке прошлости. Уз организацију самосталних изложби, акција, говорних програма, радионица, филмских пројекција, музичких догађаја, Музеј подстиче савремено стваралаштво и продукцију садржаја.
Музеј савремене уметности Војводине је активни део свог окружења и савремене социјално - културне заједнице који даје смернице и подстиче развој актуелне уметничке праксе. Усмерен је ка истраживању, селектовању, продуцирању и афирмисању уметничког рада и појава присутних пре свега у оквиру локалне уметничке сцене, али и регионалне и интернационалне, у циљу њихове валоризације и међусобног умрежавања.